# عمارت موسی خانی
عمارت موسی خانی از بناهای تاریخی زمان قاجاریه، در بلوار شهید بهشتی جنوبی شهر بابک واقع است. تاریخ احداث این بنا ۱۲۶۵–۱۲۷۰ هجری قمری و مساحت آن ۷۵۰۰ متر مربع (۲۳۰۰متر مربع زیر بنا، ۵۲۰۰ متر مربع باغ عمارت) می‌باشد. این بنا بزرگ‌ترین خانه خشتی ایران می‌باشد.
پس از حاج محمد علی ملقب به «حاج آقا» فرزندش در شهر بابک به حکومت رسید. دوران حکومت او هم‌زمان با سلطنت محمد شاه و ناصرالدین شاه قاجار بود و موقوفات بسیاری داشته است. وی نزدیک ۳۰ سال حکومت کرد و عمارت بزرگی ساخت که به «عمارت موسی خان» معروف است و امروزه سازمان میراث فرهنگی از آن محافظت می‌کند. بنای باعظمت عمارت موسی خانی از جمله بناهای دوران قاجار است که توسط موسی‌خان پسر شیخ‌الله ساخته شده است. بنای زیبای موسی‌خانی تزیینات آن به صورت گچبری و سیم در بخش‌های مختلف نمای ساختمان اجرا شده‌اند. مصالح به کار رفته در بنا خشت خام و گل رس، کاه، آهک، گچ، سنگ، چوب و شیشه است. نوع چوب‌های به کار رفته در درها و پنجره‌ها و ارسی‌ها چوب گردو و تمامی ستون‌ها و حایل‌ها از چوب درخت توت است.
بنا در دو طبقه و در سه ضلع اصلی ساخته شده است:
- ضلع شمالی: (زمستانی) که به صورت دوبلکس ساخته شده، دارای یک بادگیر دوقلو بوده که برای استفاده در بهار کاربرد داشته است، بادگیرها در زمان فرج‌الله خان (نوه موسی خان) به برج نگهبانی تبدیل گشته‌اند و این قسمت در حال حاضر به عنوان موزه مردم‌شناسی استفاده می‌شود.
- ضلع غربی: (تابستانی) کاربرد این ضلع در تابستان بوده است. در این ضلع یک بادگیر بزرگ و بلند قرار دارد که تاج آن در سیل سال ۱۳۶۵ خورشیدی تخریب گشته است.
- ضلع جنوبی: (بهار نشین) تمامی اتاق‌ها و ایوان اصلی آن به باغ بزرگ عمارت و حیات داخلی آن مشرف می‌باشد. طرف جنوبی ضلع بهارنشین که رو به باغ عمارت است از دو ایوان دو طبقه به صورت متقارن و یک ایوان اصلی در وسط تشکیل شده است.

در تقاطع ضلع شمالی و غربی، انبار غله وجود دارد، که به خاطر نوع طراحی خاص آن همیشه دمایی کمتر از بقیه قسمت‌های عمارت دارد. در تقاطع ضلع جنوبی و غربی برج اصلی عمارت است که بر رودخانه و قسمت غرب و جنوب بنا اشراف کامل دارد.
این بنا در سال‌های ۱۳۷۱–۱۳۷۳ مورد بازسازی قرار گرفته است و مجدداً در سال ۱۳۹۷ تحت مرمت قرار گرفته است.
این بنا در تاریخ ۱۳۸۱/۱۱/۱۲ به شماره ۷۲۸۱ ثبت ملی شده است.

## نگارخانه

عمارت موسی خانی
عمارت موسی خانی
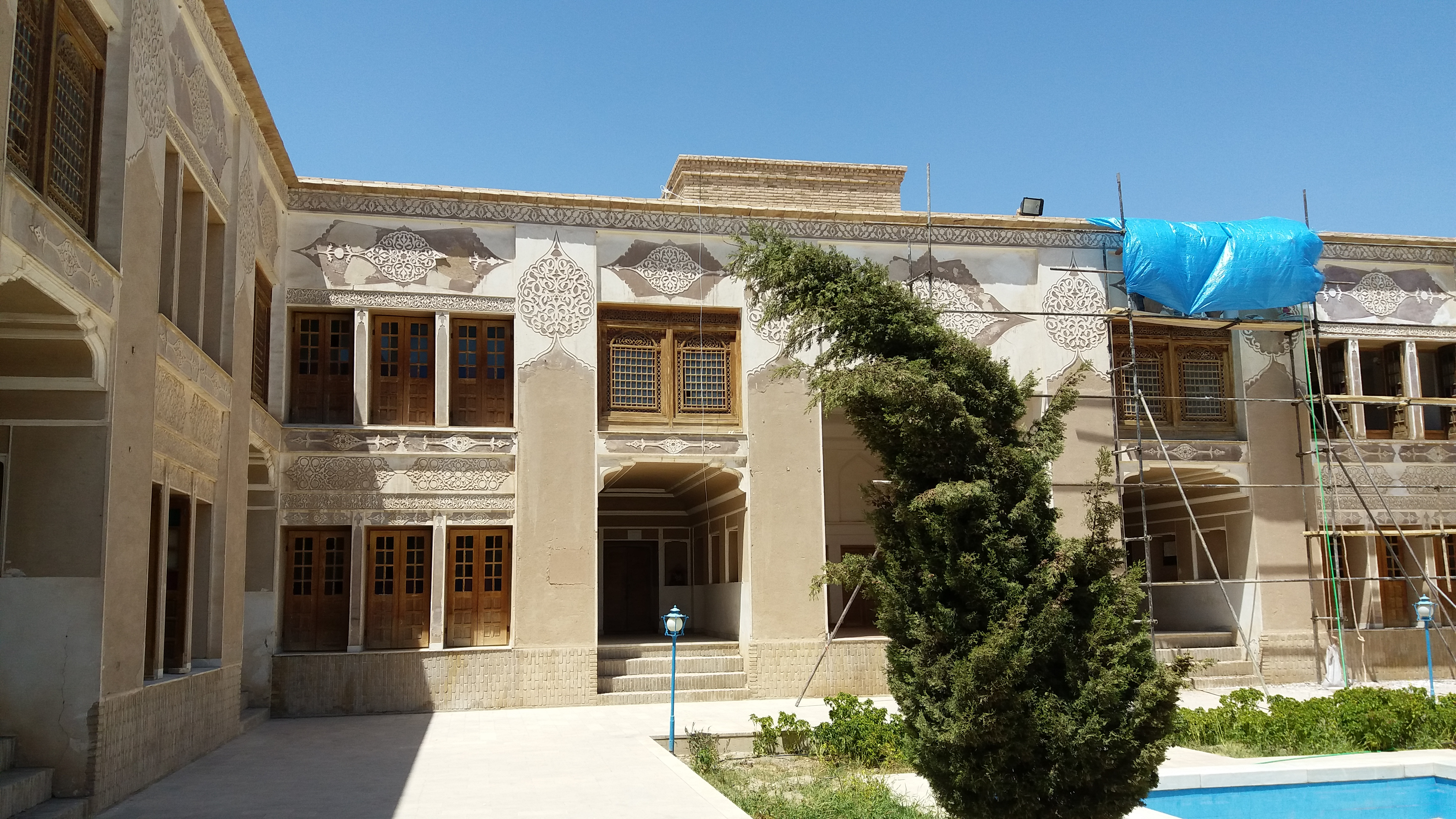
عمارت موسی خانی
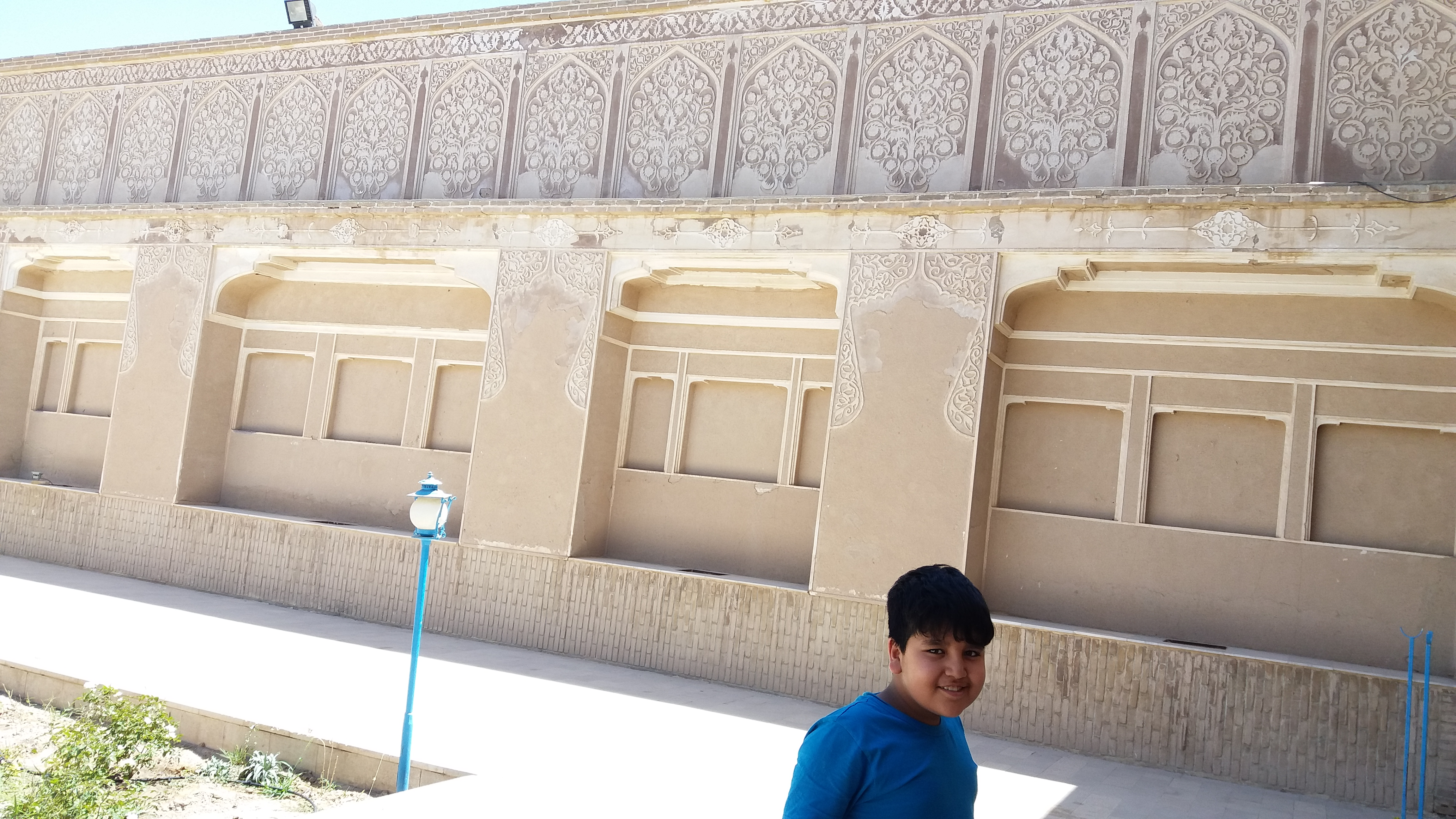
عمارت موسی خانی
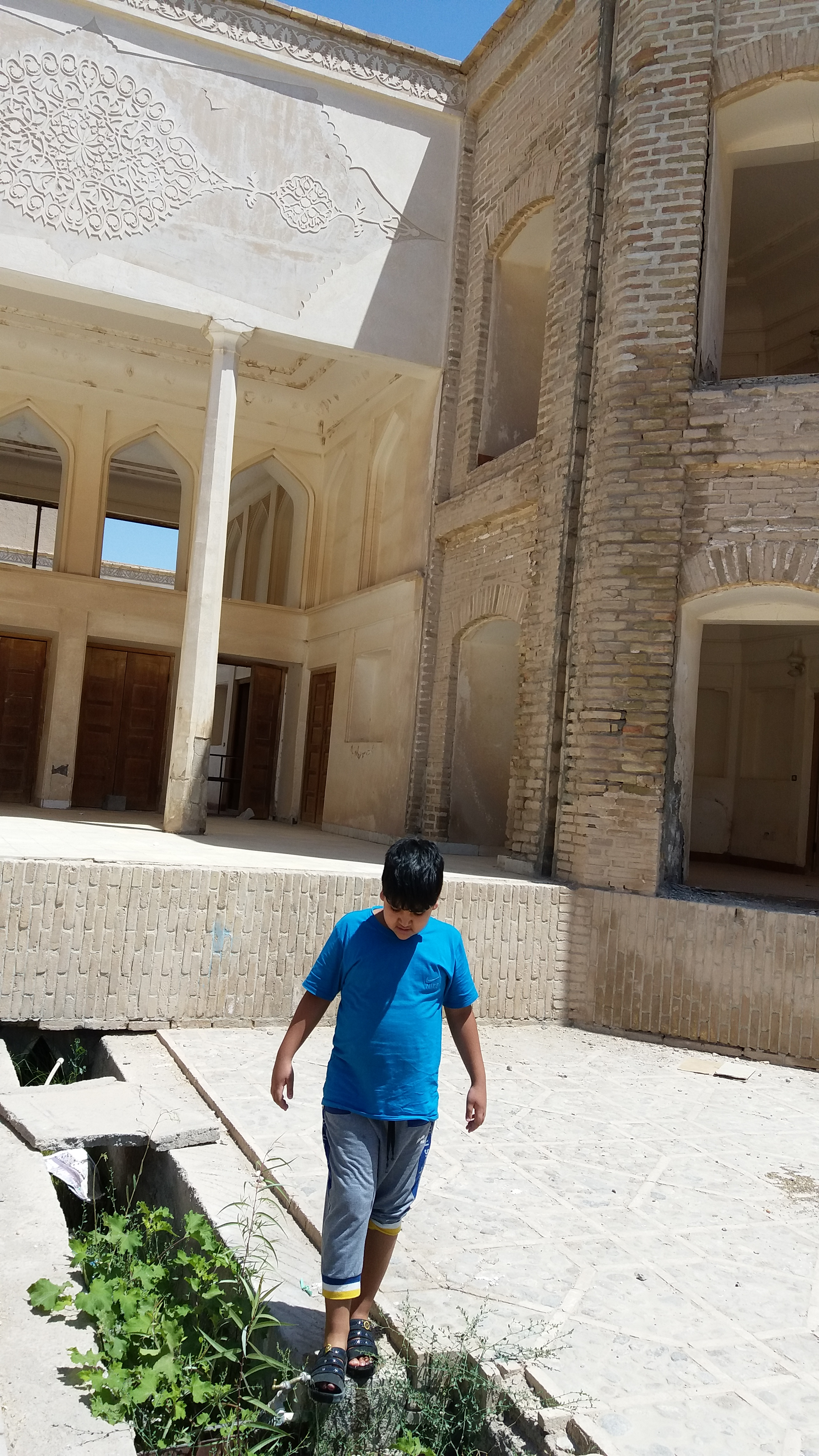
عمارت موسی خانی
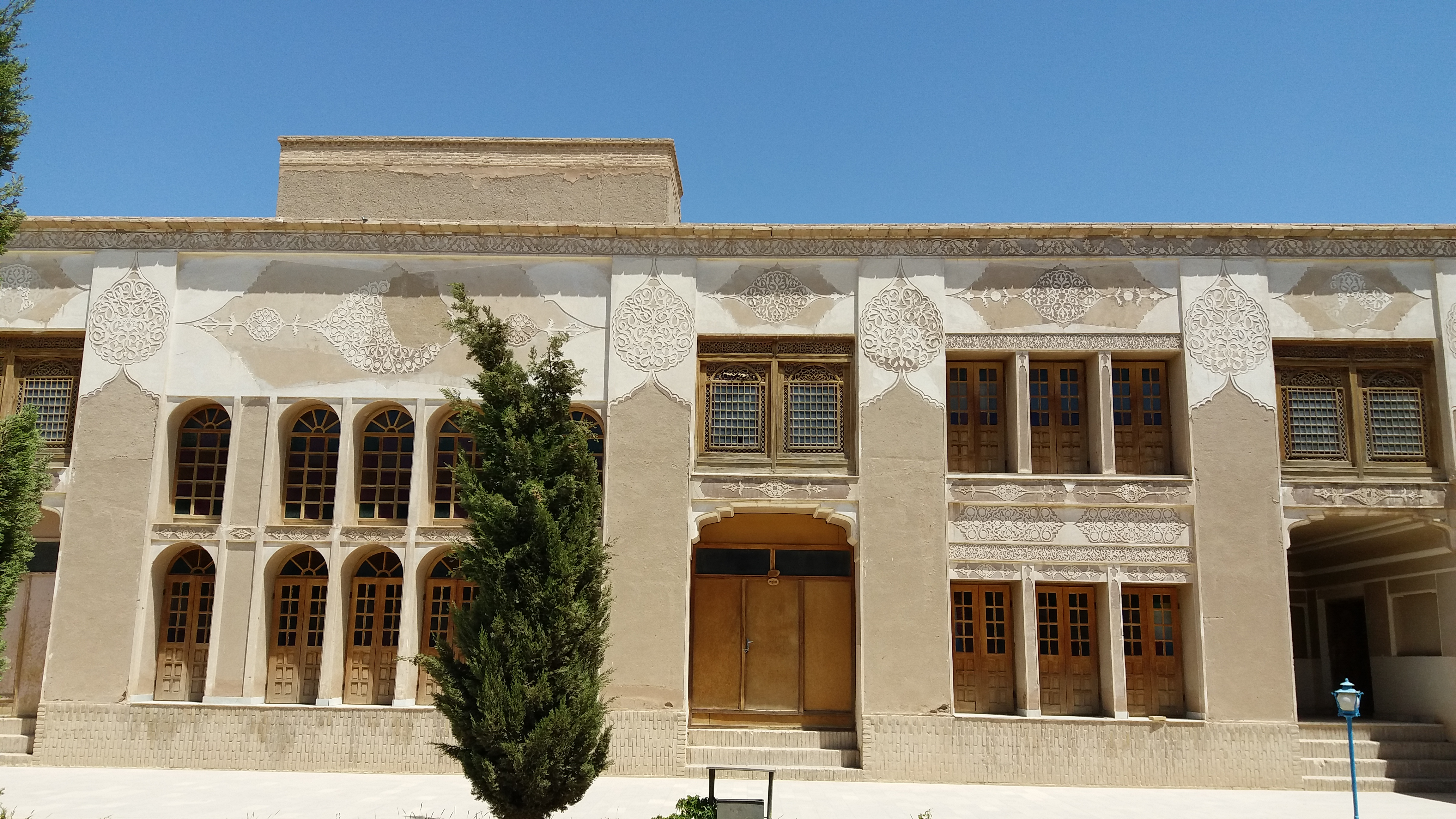
عمارت موسی خانی
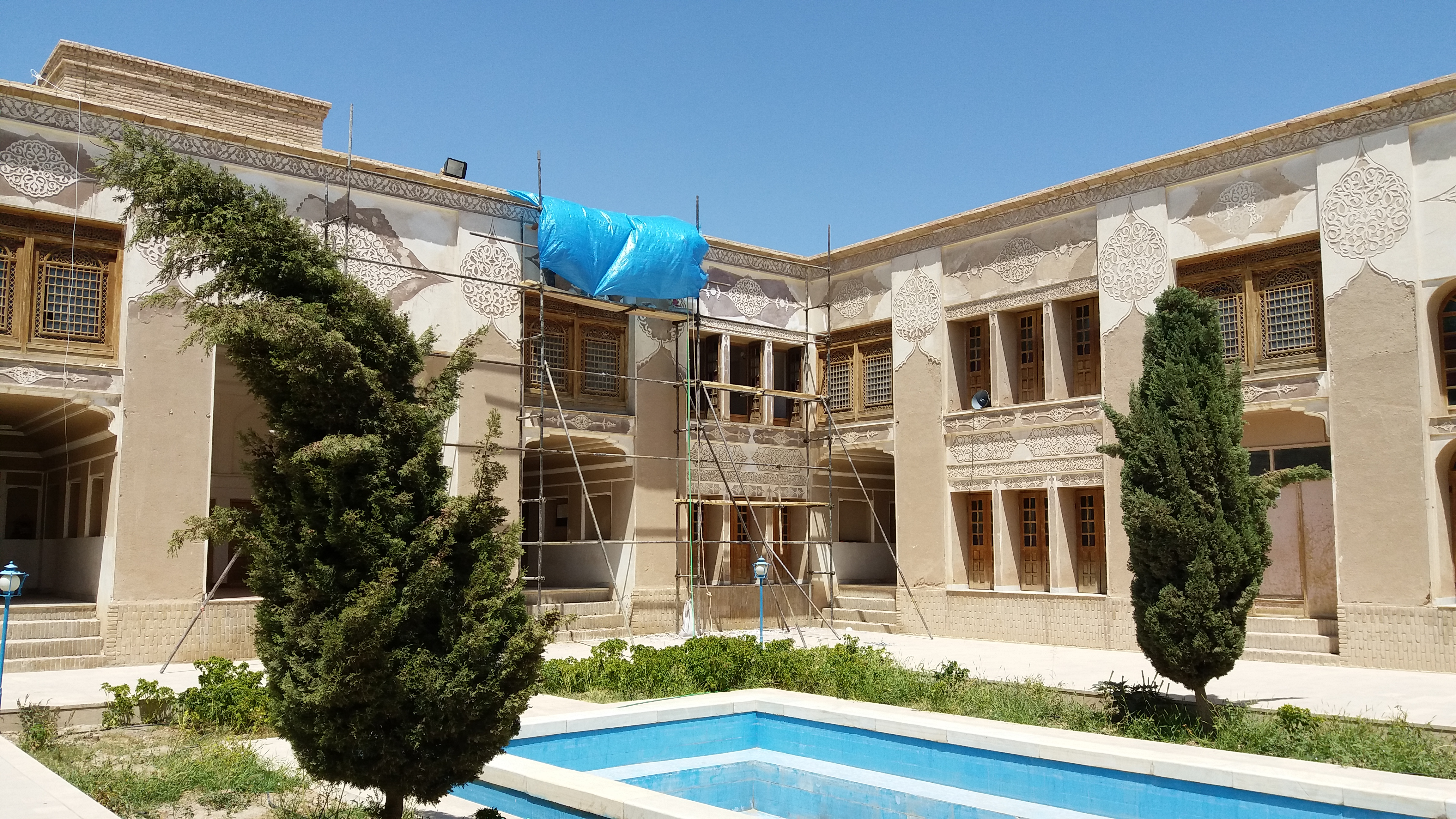
عمارت موسی خانی
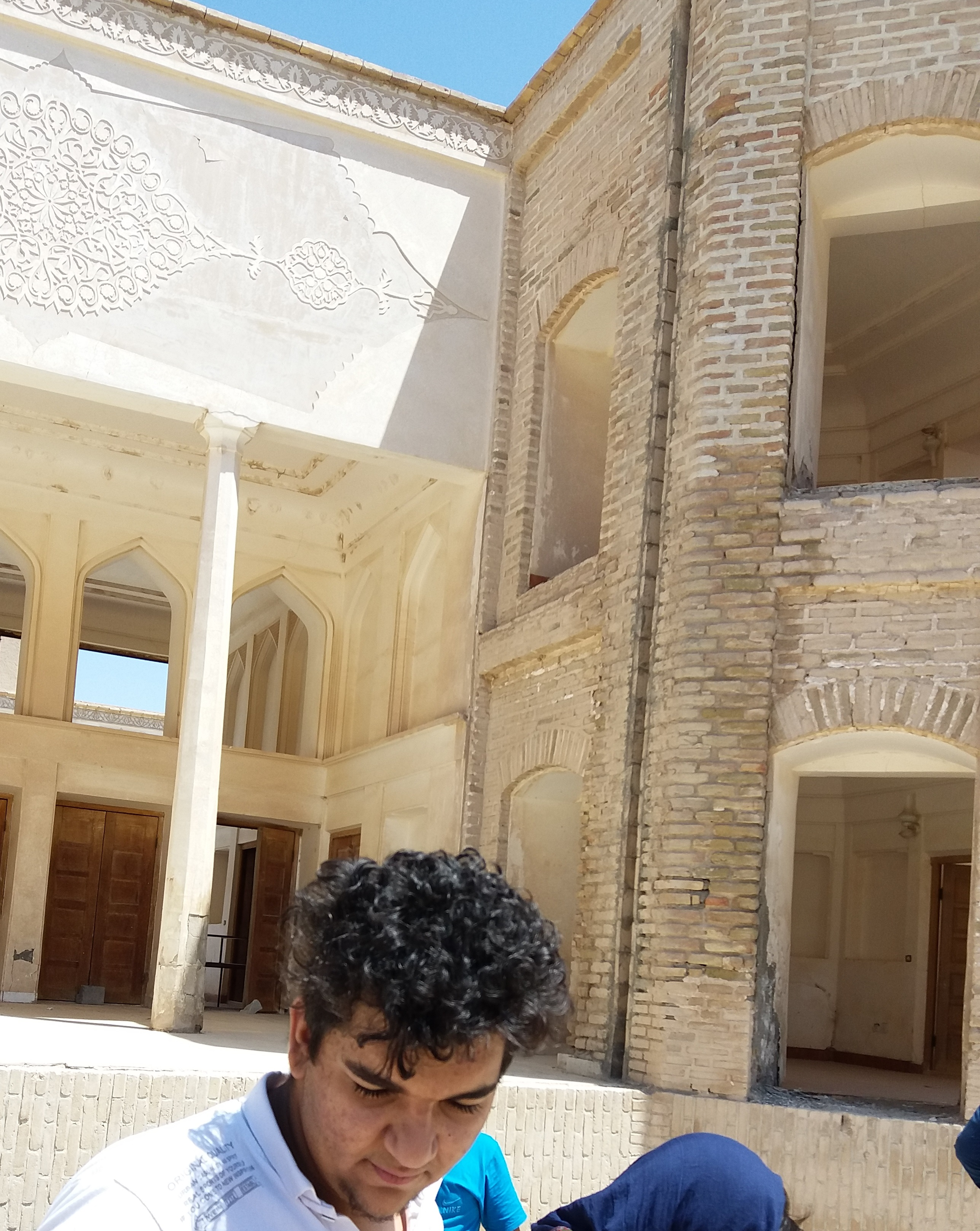
عمارت موسی خانی